# Erzglanzstar
Der Erzglanzstar (Lamprotornis chalcurus) aus der Gattung der Eigentlichen Glanzstare ist ein im südlichen Afrika verbreiteter Sperlingsvogel aus der Familie der Stare (Sturnidae). Er hat ein irisierendes, schillernd glänzendes Federkleid und lebt in den südlich der Sahara gelegenen Zonen von West- bis Ostafrika und ernährt sich von verschiedenen Insekten und Früchten. Der Erzglanzstar wird in zwei Unterarten eingeteilt.

## Historie
Lamprotornis chalcurus wurde von Alexander Davidovich von Nordmann im Senegal erstbeschrieben und unter dem Protonym Lamprotornis chalcura in – Naturhistorischer Atlas Bd. 1 von Georg Adolf Erman, S. 8, 1835 veröffentlicht. A. D. von Nordmann lebte von 1803 bis 1866 und hat in seinem Leben viele Entdeckungen gemacht und Erstbeschreibungen verfasst. Im deutschsprachigen Raum ist die von ihm entdeckte und 1838 von Ch. v. Stevens erstbeschriebene nach Nordmann benannte Nordmanntanne (Abies nordmanniana) am bekanntesten. Sein offizielles botanisches Kürzel lautet „NORDM.“.

## Merkmale

### Körperbau und Gefieder
Der Erzglanzstar ist zwischen 19,5 und 23 cm groß und wiegt um die 63 Gramm. Das Gefieder auf der Oberseite hat einheitlich stark irisierende, schillernd glänzende Farben. Er besitzt sogenannte Strukturfedern, die ihre Farben ohne Pigmente durch Lichtbrechung hervorrufen. Der besondere Glanz wird durch die in der Struktur der Federn eingebundenen Melanosome in den Melanozyten, die unter einem Keratinfilm liegen, hervorgerufen. Das Besondere dieser Melanosome sind ihre plättchenartige und innen hohle Form. Die Plättchen sind einfach und/oder vielfach geschichtet. Sie können dabei in ihrer Ordnung einheitlich oder auch alternierend (wechselweise) angeordnet sein. Die Oberseite mit Kopf, Nacken und Flügel sind in blau-grün irisierenden, metallisch glänzenden Farben, wobei die Schirmfedern mit violetten Spitzen versehen sind. Die Zügel zwischen Auge und Schnabel sind schwarz und die Ohrdecken violett. Rücken und Bürzel sind in blauen bis violetten Farbtönen gehalten. Der kurze Schwanz ist violett mit glänzenden, bronzefarbenen Oberschwanzdecken. Die Unterseite von Kinn über Kehle und Brust, sowie die Oberschenkel und die unteren Schwanzfedern, sind blau-grün. Dagegen ist der Bauch violett. Der Schnabel und die Unterschenkel sind schwarz. Die beiden Unterarten unterscheiden sich vor allem durch die unterschiedliche Länge der Flügel und Schwänze sowie dem mehr bläulich betontem gegenüber stärker violett getöntem Bürzel.
Die Juvenilen sind schwärzlich mit einem leichten bläulichen Farbton auf der Oberseite, wohingegen die Unterseite trübe rußige Farben aufweist. Die Steuerfedern haben einen grünlichen Schimmer.

### Augen
Die Iris der Augen leuchtet gelblich/orange, wohingegen die Iris der Juvenilen noch dunkel ausfällt. Wie die meisten Vogelarten, außer den nachtaktiven Vögeln, sehen die  Erzglanzstare     ihre Umwelt anders als wir Menschen. Im Gegensatz zum Menschen hat der Star vier und nicht nur drei Fotorezeptortypen (auch Sehzellen genannt) auf der Retina (Netzhaut). Neben den für das Schwarz-Weiß-Sehen zuständigen dünneren stäbchenförmigen Rezeptoren, sind vier zapfenförmige Rezeptortypen für die Wahrnehmung bei den Staren zuständig (tetrachromatisches Sehen). Drei der vier zapfenförmigen Rezeptortypen sind für den in vom Menschen sichtbaren Bereich des Lichtes (trichromatisches Sehen) zuständig, welche die drei Grundfarben rot, grün und blau sichtbar machen. Der vierte Rezeptor ist für die Wahrnehmungen im Bereich des ultravioletten Lichtes verantwortlich, welches für den  Menschen nicht sichtbar ist. Der Lichteinfall regt die verschiedenen Rezeptortypen innerhalb der stark gefalteten und mit unterschiedlich farbigen Öltröpfchen versehenen Membranen verschieden intensiv an. Auf die unterschiedlichen Wellenlängen des Lichtes reagieren die jeweils zuständigen Rezeptoren mehr oder weniger stark, so dass die unterschiedlichen Farben und Farbtöne wahrgenommen werden. Der gegenüber dem Menschen zusätzliche UV-Rezeptor lässt die Stare unsere Umwelt erheblich differenzierter bzw. anders wahrnehmen. So ist der Star in der Lage, mit Hilfe der UV-Rezeptoren Unterschiede bei den Artgenossen, den Reifegrad der Früchte oder Spuren, die wir nicht sehen, besser und einfacher zu erkennen.

### Lautäußerung
Der Gesang besteht aus einem flüsternden, klappernden, nasalen Klang. Der Kontaktruf klingt wie „dju-wii-jurr“ (Xeno canto: keine bekannt (Mai 2015)).
Seine Fluggeräusche sind relativ laut.

## Lebensraum und Verbreitung

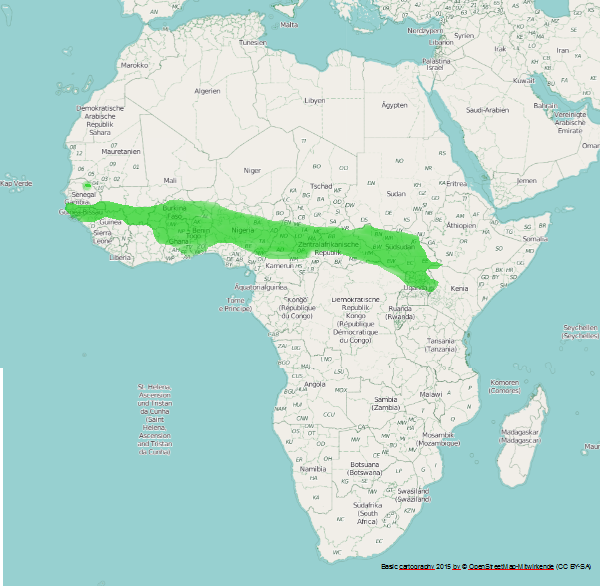

Der Erzglanzstar lebt in den südlich der Sahara gelegenen Ländern von der Westküste im Senegal, Gambia, Guinea-Bissau und Guinea, über Südmali, Burkina Faso, nördliche Elfenbeinküste und Ghana. Weiter östlich ist der Erzglanzstar über das südliche Niger, nördlichste Togo und Benin sowie Nordnigeria, dem südlichen Tschad, der Zentralafrikanischen Republik, dem nördlichen Kamerun, der südwestlichen Ecke vom Sudan, der Republik Südsudan, dem Nordosten der Demokratischen Republik Kongo sowie Uganda und dem westlichen Kenia regional verbreitet.
Der Erzglanzstar gilt in den meisten Regionen als ganzjährig, regional endemisch vorkommend, hingegen im Sudan, südlichen Ghana und Gambia jedoch eher saisonal migrierend, um allem Anschein nach zu hoher Feuchtigkeit oder gar Nässe aus dem Weg zu gehen. In Westkenia, Uganda und der Demokratischen Republik Kongo kommt er nur seltener vor. Der Erzglanzstar bevorzugt offenes Buschland und dünn bewaldete Gebiete, siedelt aber auch in Kulturlandschaft und urbanem Umfeld. Sein Verbreitungsgebiet beläuft sich auf etwa 2,45 Millionen km² und er lebt regional unterschiedlich ab etwa 500 Meter (Kenia ab etwa 1000 Meter) bis ca. 2000 Meter Höhe über dem Meeresspiegel. Vereinzelt wurde er auch über 2000 Meter angetroffen. In einigen Teilen seines Lebensraums leben auch andere Arten der Eigentlichen Glanzstare.
Im überwiegend Französisch sprechenden Vorkommensgebiet wird er „Choucador à queue violette“ genannt und in den eher Englisch sprechenden Gebieten „Bronze-tailed Glossy Starling“.

## Lebensweise
Der Erzglanzstar ernährt sich in erster Linie von Insekten und Früchten am Boden, aber auch gelegentlich in Bäumen. Es gibt Berichte, dass der Erzglanzstar auch im Umfeld des Menschen Schlachterzeugnisse geplündert hat. Während der Brutzeit treten sie in Paaren auf. Außerhalb der Brutzeit tritt der gesellige Vogel in kleineren und gelegentlich in großen Schwärmen auf. Diese bildet er auch zusammen mit anderen Glanzstaren wie Lamprotornis chloropterus und Lamprotornis chalybaeus.

## Fortpflanzung
Die Brutzeiten sind relativ kurz (2–3 Monate), regional zu sehr unterschiedlichen Zeiten und liegen zwischen Februar und August. Seine Nester baut er in Baumhöhlen oder Baumstümpfen, die mit Gras, Blättern und Federn ausgekleidet werden. Das Weibchen legt bis zu vier glatte, länglich ovale, blass-blaue Eier, die orange-braun gesprenkelt sein können, und brütet diese allein aus (nähere Details sind nicht bekannt).

## Bestand und Gefährdung
Gesicherte Angaben zur Größe des Weltbestandes gibt es nicht. Die Art gilt jedoch in den größten Teilen ihres regionalen Verbreitungsgebietes als häufig und der Bestand ist als stabil anzusehen. Der Bestand des Erzglanzstars wird derzeit von der IUCN als nicht gefährdet („least concern“) eingestuft. Insgesamt ist die Dokumentationslage über den Erzglanzstar als gering einzustufen, insbesondere da er im Feld schwer vom Messingglanzstar (Lamprotornis chloropterus) zu unterscheiden ist.

## Systematik
Der Erzglanzstar steht innerhalb der Gattung Eigentliche Glanzstare (Lamprotornis) in einer direkten Verwandtschaftsgruppe (Superspezies) mit sieben weiteren Arten. Die Schwesterart des Erzglanzstars ist sequentiellen DNA-Analysen zufolge der Rotschulter-Glanzstar (Lamprotornis nitens).
Vom Erzglanzstar sind zwei Unterarten bekannt:
- Lamprotornis chalcurus chalcurus, (Nordmann, 1835)
- Lamprotornis chalcurus emini, (Neumann, 1920)[8]

Diese beiden Unterarten leben weitestgehend räumlich voneinander getrennt. In den Gebieten vom Senegal bis zum nördlichen Kamerun lebt die Unterart L. c. chalcurus und vom nördlichen Kamerun bis ins westliche Kenia lebt die andere Unterart L. c. emini. In Kamerun leben beide Arten gemeinsam.
|  | Keilschwanz-Glanzstar (Lamprotornis acuticaudus) |
|  |                                                  |
|  | Messingglanzstar (Lamprotornis chloropterus)     |
|  |                                                  |

|  | Grünschwanz-Glanzstar (Lamprotornis chalibaeus) |
|  |                                                 |
|  | Schillerglanzstar (Lamprotornis iris)           |
|  |                                                 |

|  | Purpurglanzstar (Lamprotornis purpureus)                                                                             |
|  | |
|  | \| \| Erzglanzstar (Lamprotornis chalcurus) \| \| \| \| \| \| Rotschulterglanzstar (Lamprotornis nitens) \| \| \| \| |
|  | |
|  | Erzglanzstar (Lamprotornis chalcurus)                                                                                |
|  | |
|  | Rotschulterglanzstar (Lamprotornis nitens)                                                                           |
|  | |

|  | Erzglanzstar (Lamprotornis chalcurus)      |
|  |                                            |
|  | Rotschulterglanzstar (Lamprotornis nitens) |
|  |                                            |

|  | Grünschwanz-Glanzstar (Lamprotornis chalibaeus) |
|  |                                                 |
|  | Schillerglanzstar (Lamprotornis iris)           |
|  |                                                 |

|  | Purpurglanzstar (Lamprotornis purpureus)                                                                             |
|  | |
|  | \| \| Erzglanzstar (Lamprotornis chalcurus) \| \| \| \| \| \| Rotschulterglanzstar (Lamprotornis nitens) \| \| \| \| |
|  | |
|  | Erzglanzstar (Lamprotornis chalcurus)                                                                                |
|  | |
|  | Rotschulterglanzstar (Lamprotornis nitens)                                                                           |
|  | |

|  | Erzglanzstar (Lamprotornis chalcurus)      |
|  |                                            |
|  | Rotschulterglanzstar (Lamprotornis nitens) |
|  |                                            |

|  | Keilschwanz-Glanzstar (Lamprotornis acuticaudus) |
|  |                                                  |
|  | Messingglanzstar (Lamprotornis chloropterus)     |
|  |                                                  |

|  | Grünschwanz-Glanzstar (Lamprotornis chalibaeus) |
|  |                                                 |
|  | Schillerglanzstar (Lamprotornis iris)           |
|  |                                                 |

|  | Purpurglanzstar (Lamprotornis purpureus)                                                                             |
|  | |
|  | \| \| Erzglanzstar (Lamprotornis chalcurus) \| \| \| \| \| \| Rotschulterglanzstar (Lamprotornis nitens) \| \| \| \| |
|  | |
|  | Erzglanzstar (Lamprotornis chalcurus)                                                                                |
|  | |
|  | Rotschulterglanzstar (Lamprotornis nitens)                                                                           |
|  | |

|  | Erzglanzstar (Lamprotornis chalcurus)      |
|  |                                            |
|  | Rotschulterglanzstar (Lamprotornis nitens) |
|  |                                            |

|  | Grünschwanz-Glanzstar (Lamprotornis chalibaeus) |
|  |                                                 |
|  | Schillerglanzstar (Lamprotornis iris)           |
|  |                                                 |

|  | Purpurglanzstar (Lamprotornis purpureus)                                                                             |
|  | |
|  | \| \| Erzglanzstar (Lamprotornis chalcurus) \| \| \| \| \| \| Rotschulterglanzstar (Lamprotornis nitens) \| \| \| \| |
|  | |
|  | Erzglanzstar (Lamprotornis chalcurus)                                                                                |
|  | |
|  | Rotschulterglanzstar (Lamprotornis nitens)                                                                           |
|  | |

|  | Erzglanzstar (Lamprotornis chalcurus)      |
|  |                                            |
|  | Rotschulterglanzstar (Lamprotornis nitens) |
|  |                                            |

|  | Keilschwanz-Glanzstar (Lamprotornis acuticaudus) |
|  |                                                  |
|  | Messingglanzstar (Lamprotornis chloropterus)     |
|  |                                                  |

|  | Grünschwanz-Glanzstar (Lamprotornis chalibaeus) |
|  |                                                 |
|  | Schillerglanzstar (Lamprotornis iris)           |
|  |                                                 |

|  | Purpurglanzstar (Lamprotornis purpureus)                                                                             |
|  | |
|  | \| \| Erzglanzstar (Lamprotornis chalcurus) \| \| \| \| \| \| Rotschulterglanzstar (Lamprotornis nitens) \| \| \| \| |
|  | |
|  | Erzglanzstar (Lamprotornis chalcurus)                                                                                |
|  | |
|  | Rotschulterglanzstar (Lamprotornis nitens)                                                                           |
|  | |

|  | Erzglanzstar (Lamprotornis chalcurus)      |
|  |                                            |
|  | Rotschulterglanzstar (Lamprotornis nitens) |
|  |                                            |

|  | Grünschwanz-Glanzstar (Lamprotornis chalibaeus) |
|  |                                                 |
|  | Schillerglanzstar (Lamprotornis iris)           |
|  |                                                 |

|  | Purpurglanzstar (Lamprotornis purpureus)                                                                             |
|  | |
|  | \| \| Erzglanzstar (Lamprotornis chalcurus) \| \| \| \| \| \| Rotschulterglanzstar (Lamprotornis nitens) \| \| \| \| |
|  | |
|  | Erzglanzstar (Lamprotornis chalcurus)                                                                                |
|  | |
|  | Rotschulterglanzstar (Lamprotornis nitens)                                                                           |
|  | |

|  | Erzglanzstar (Lamprotornis chalcurus)      |
|  |                                            |
|  | Rotschulterglanzstar (Lamprotornis nitens) |
|  |                                            |

|  | Keilschwanz-Glanzstar (Lamprotornis acuticaudus) |
|  |                                                  |
|  | Messingglanzstar (Lamprotornis chloropterus)     |
|  |                                                  |

|  | Grünschwanz-Glanzstar (Lamprotornis chalibaeus) |
|  |                                                 |
|  | Schillerglanzstar (Lamprotornis iris)           |
|  |                                                 |

|  | Purpurglanzstar (Lamprotornis purpureus)                                                                             |
|  | |
|  | \| \| Erzglanzstar (Lamprotornis chalcurus) \| \| \| \| \| \| Rotschulterglanzstar (Lamprotornis nitens) \| \| \| \| |
|  | |
|  | Erzglanzstar (Lamprotornis chalcurus)                                                                                |
|  | |
|  | Rotschulterglanzstar (Lamprotornis nitens)                                                                           |
|  | |

|  | Erzglanzstar (Lamprotornis chalcurus)      |
|  |                                            |
|  | Rotschulterglanzstar (Lamprotornis nitens) |
|  |                                            |

|  | Grünschwanz-Glanzstar (Lamprotornis chalibaeus) |
|  |                                                 |
|  | Schillerglanzstar (Lamprotornis iris)           |
|  |                                                 |

|  | Purpurglanzstar (Lamprotornis purpureus)                                                                             |
|  | |
|  | \| \| Erzglanzstar (Lamprotornis chalcurus) \| \| \| \| \| \| Rotschulterglanzstar (Lamprotornis nitens) \| \| \| \| |
|  | |
|  | Erzglanzstar (Lamprotornis chalcurus)                                                                                |
|  | |
|  | Rotschulterglanzstar (Lamprotornis nitens)                                                                           |
|  | |

|  | Erzglanzstar (Lamprotornis chalcurus)      |
|  |                                            |
|  | Rotschulterglanzstar (Lamprotornis nitens) |
|  |                                            |